# Межвидовое командование Вооружённых сил США
Межвидовое командование Вооружённых сил США, или Командование объединённых войск США (англ. United States Joint Forces Command, USJFCOM) — бывшее единое командование Вооружённых сил США. В составе Министерства обороны США командование отвечало за модернизацию Вооружённых сил США. Было организовано в 1999 году и стало одним из десяти единых боевых командований в составе Министерства обороны США. В отличие от шести региональных единых командований, занимающихся планированием и ведением военных операций, Межвидовое командование (USJFCOM) было функциональным командованием, выполняло задачи военного управления и отвечало за организацию службы военных по всему миру. Главной задачей командования была модификация возможностей Вооружённых сил США.
При поддержке Межвидового командования Вооружённых сил США в войсках было внедрено несколько крупных проектов. Так, проект «Ядро командования и управления» (англ. C2 (Command and Control) Core) был создан для разработки стандарта обмена командами и данными на основе открытого стандарта XML. Целью проекта была поддержка национальных и коалиционных вооружённых сил в части улучшения совместного взаимодействия на уровне данных и информации. Проект «Альфа» (англ. Alpha Project), аналитическая группа Межвидового командования, была создана для «выявления высокоэффективных инноваций в промышленности, науке и оборонном сообществе».
Последним командующим Межвидового командования Вооружённых сил США был генерал армии Рэймонд Т. Одиерно. По распоряжению президента США о сокращении расходов и переоценке приоритетов, министр обороны Роберт Гейтс рекомендовал расформировать Межвидовое командование Вооружённых сил США и передать его функции другим боевым командованиям. Официальное расформирование Межвидового командования Вооружённых сил США произошло 4 августа 2011 года, а его функции были переданы под управление Объединённого комитета начальников штабов.

## История
Межвидовое командование Вооружённых сил США (USJFCOM), было образовано в 1999 году, в результате переименования Атлантического командования вооружённых сил США (USLANTCOM), получившего новые функции: управление преобразованием Вооружённых сил США посредством экспериментирования и обучения. Атлантическое командование USLANTCOM действовало с 1947 по 1993 годы в первую очередь как командование Военно-морского флота США. Его главной задачей была защита морских путей Атлантического океана от советской угрозы. После окончания холодной войны, в 1993 году, в результате реорганизации командование получило новую аббревиатуру, USACOM, и получило контроль над Командованием армии США и Командованием военно-воздушных сил США.
В конце 2004 года Межвидовое командование Вооружённых сил США стало основным «поставщиком» обычных вооружений. Практически все виды войск Соединённых Штатов Америки были подчинены Межвидовому командованию Вооружённых сил США. Требования, например, обслуживающего персонала для поддержки преобразования Вооружённых сил Либерии также отправлялись Межвидовому командованию, в данном случае через Африканское командование вооружённых сил США, а Межвидовое командование, в свою очередь, обеспечивало взаимодействие со штатом обслуживающего персонала, чтобы получить требуемых специалистов. Наряду с этим, возникла задача по разработке новой методики «оценки рисков», позволявшей главе государства видеть перспективы применения военной силы в разных странах по всему миру.
В 2007 году Межвидовое командование Вооружённых сил США начало проводить эксперимент Noble Resolve — программу, целью которой являлось улучшение координации военных и гражданских властей в случае применения террористами ядерного оружия. В учениях принимали участие Объединённое командование вооруженных сил, Командование военной авиации и штаб гражданской обороны. Представители этих учреждений отрабатывали совместную реакцию на ядерную атаку, сценарий которой моделировал компьютер. Кроме этого, ежегодно проводится выставка вооружений «Empire Challenge», посвящённая взаимодействию средств разведки, наблюдения и рекогносцировки.

### Миссия
Межвидовое командование Вооружённых сил США было единственным боевым командованием, задачей которого была модификация возможностей Вооружённых сил Соединённых Штатов Америки. Оно выполняло четыре основные роли в процессе модификации: разработка объединённой концепции развития и экспериментирования, организация совместных тренировок и учений различных видов войск, развитие возможностей совместимости и интеграции, основной поставщик обычных вооружённых сил согласно концепции объединённого командования, предложенной президентом США. Согласно этой концепции, Межвидовое командование вооружённых сил являлось «лабораторией по трансформации (модернизации)» Вооружённых сил Соединённых Штатов Америки, и было призвано улучшать возможности объединённого командования в целях реализации стратегии президента США. Межвидовое командование Вооружённых сил США, USJFCOM, разработало совместные оперативные концепции, протестировало их в серьёзных экспериментах, подготовило специалистов в области управления разными видами войск, командиров целевых и тактических групп, рекомендовало решения по межвидовому взаимодействию для армии, флота, военно-воздушных сил и морских пехотинцев для лучшей интеграции их боевых возможностей.

### Организация
В структуру Межвидового командования вооружённых сил США входили служащие всех видов войск Вооружённых сил США, гражданские служащие, контрактники и консультанты. Межвидовому командованию были подчинены четыре компонентных командования, Объединённое командование спецоперациями (англ. Special Operations component, SOCJFCOM) и 8 соподчинённых структур, в том числе Объединённый центр ведения боевых действий (англ. Joint Warfighting Center, JWC), Объединённый центр системной интеграции (англ. Joint Systems Integration Center, JSIC), Объединённое командование по трансформации (модернизации) разведки (англ. Joint Transformation Command for Intelligence, JTCI) и Объединённый военный аналитический центр (англ. Joint Warfare Analysis Center, JWAC). Обслуживающие структуры Межвидового командования Вооружённых сил США размещались в континентальных штатах и предоставляли персонал для других боевых командований: Командования армии США (FORSCOM), Командования сил флота США (USFLTFORCOM), Командования военно-воздушных сил США (ACC) и Командование сил Корпуса морской пехоты США (MARFORCOM).
В структуру Межвидового командования Вооружённых сил США также входило подразделение по разработке объединённой концепции и экспериментированию (англ. USJFCOM Joint Concept Development and Experimentation (JCD&E, J9)), задачей которого была разработка инновационных концепций взаимодействия разных видов войск и их возможностей, предоставление экспериментально проверенных решений для наиболее актуальных проблем, стоявших перед объединёнными вооружёнными силами. Целью подразделения была быстрая поставка оперативных решений для поддержки текущих операций, управление военной доктриной и изменения военной политики для обеспечения деятельности объединённых вооружённых сил. Подразделение было призвано обеспечить интеллектуальное лидерство и среду для генерации инновационных идей совместно с рядом межведомственных, международных, научных, государственных и частных партнёров сектора.
Ядро командования и управления (англ. C2 (Command and Control) Core) являлось проектом Министерства обороны США, спонсируемым Межвидовым командованием Вооружённых сил США и канцелярией помощника министра обороны/сетевой и информационной интеграции (OASD/NII), целью которого была разработка стандарта обмена командами и данными на основе открытого стандарта XML. Этот проект представляет собой первое крупное внедрение инициативы Universal Core v2.0, федеральной системы обмена данными. Проект поддерживал стратегию DoD Net Centric Data, с визуализацией данных и обеспечением их доступности, понятности, доверительности и надёжного взаимодействия. Главная цель этого проекта заключалась в поддержке национальных и коалиционных вооружённых сил в части улучшения совместного взаимодействия на уровне данных и информации.
Выполнение этих стратегических целей в рамках С2 предполагало публикацию и развитие согласованных стандартов, с помощью которых партнёры (по всей линии командования) могли бы более широко обмениваться данными, делая это эффективно и результативно. Стандарты C2 Core также связаны с руководством C2 по разработке и дизайну для предприятий оборонной промышленности, а также нескольких связанных с C2 групп и программ, с целью обеспечения широкого спектра возможных потребностей совместимости.
Среди многих других управлений и отделов Межвидового командования Вооружённых сил США существовал также «Проект Альфа» (англ. Project Alpha), аналитическая группа Межвидового командования, созданная для «выявления высокоэффективных инноваций в промышленности, науке и оборонном сообществе, которые могли бы превратить Министерство обороны Соединенных Штатов в хорошо оснащённую организацию для взаимодействия с неопределенным пейзажем будущего». Этот проект был прекращён в рамках внутренней реорганизации управления по экспериментированию Межвидового командования Вооружённых сил США.
По состоянию на 1 августа 2011 года в ходе подготовки к расформированию Межвидового командования Вооружённых сил США Объединённый центр ведения боевых действий (англ. the Joint Warfighting Center, J7), Объединённый центр оперативной аналитики (англ. Joint Center for Operational Analysis) и Управление разработки объединённой концепции и экспериментированию (англ. Joint Concept Development and Experimentation directorate, J9) были объединены и переданы из структуры Межвидового командования Вооружённых сил США под управление Объединённого комитета начальников штабов J7. Штаб-квартира новой организации, созданной в результате этого объединения, осталась в Саффолке, штат Вирджиния. Генерал Фредерик Рюдесхайм (англ. Frederick S. Rudesheim), заместитель директора объединённого центра, сказал: 

Мы будем продолжать нашу миссию, чтобы обеспечить всестороннюю подготовку, отвечающую требованиям объединённых вооружённых сил, которые продолжают сражаться с нашими противниками в условиях постоянно меняющейся оперативной среды. Ключевые функции и задачи будут связаны между собой более эффективным и действенным образом, обеспечивая комплексный подход к совместной разработке и совместной подготовке.Оригинальный текст (англ.)We will continue our mission to provide comprehensive training that meets demands of the joint warfighter who continue to engage our adversaries in an ever-changing operational environment. Key functions and missions will be linked together in a more efficient and effective manner, providing an integrated approach to joint development and joint training.— 

### Расформирование
9 августа 2010 года министр обороны США Роберт Гейтс объявил, что в качестве меры экономии бюджета Межвидовое командование Вооружённых сил США планируется расформировать. Генерал Рэймонд Одиерно был назначен ответственным за сворачивание деятельности Межвидового командования Вооружённых сил США. 6 января 2011 года план по расформированию Межвидового командования Вооружённых сил США появился в официальном меморандуме Барака Обамы. 4 августа 2011 года Межвидовое командование Вооружённых сил США спустило свой флаг и официально было расформировано 31 августа 2011 года.
- Церемония закрытия Межвидового командования ВС США. Слева направо: адмирал Майк Муллен, генерал Рэймонд Одиерно, сержант-майор Брайан Батталья
- На церемонии закрытия Межвидового командования ВС США Председатель Объединённого комитета начальников штабов, адмирал Майк Муллен награждает генерала Рэймонда Одиерно за службу
- Р. Одиерно и Б. Батталья сворачивают флаг Межвидового командования ВС США
- Р. Одиерно выступает с речью на церемонии закрытия Межвидового командования ВС США

## Бывшие командующие
В разные годы командующими Межвидового командования Вооружённых сил США были:
- адмирал Гарольд Геман, ВМС США (1999—2000)
- генерал Уильям Кернан[англ.], Армия США (2000—2002)
- адмирал Эдмунд Джамбастьяни[англ.], ВМС США (2002—2005)
- генерал Ланс Смит[англ.], ВВС США (2005—2007)
- генерал Джеймс Мэттис, Корпус морской пехоты США (2007—2010)
- генерал-лейтенант Кейт Хубер, Армия США (2010)
- генерал Рэймонд Одиерно, Армия США (2010—2011)